# Макаров, Виктор Михайлович
Ви́ктор Миха́йлович Мака́ров (26 мая 1965, Усть-Каменогорск, Восточно-Казахстанская область, СССР) — советский и украинский спортсмен, бывший член сборной Украины по пулевой стрельбе в пистолетных упражнениях, участник летних Олимпийских игр 1996 и 2004 годов, Заслуженный мастер спорта Украины.

## Биография
Родился в Усть-Каменогорске.
Многократный победитель и призёр чемпионатов Советского Союза, Украины, Европы и мира. Участник двух Олимпиад (1996, 2004). Первым из одесситов завоевал лицензию на участие в Олимпийских играх в Пекине (2008), на которых не смог выступить из-за конфликта с национальной федерацией.
За свою спортивную карьеру заработал больше 150 медалей и трофеев. В упражнении ПП-3 дважды устанавливал рекорд Украины, который до сих пор не побит.
Обладатель премии «Одессит года» 2003 года.
Лучший спортсмен Одессы 2003 года по опросу спортивных журналистов.

## Достижения на международном уровне
- Участник Олимпийских игр 1996 года (пневматический пистолет, 10 м) — 12-е место
- Участник Олимпийских игр 2004 года (пневматический пистолет, 10 м) — 10-е место
- Победитель Кубка мира 1994 (пневматический пистолет, 10 м, командные соревнования)
- Бронзовый призёр чемпионата мира 2002 (произвольный пистолет, 50 м, командные соревнования)
- Бронзовый призёр чемпионата мира 2002 (пневматический пистолет, 10 м, командные соревнования)
- Чемпион Европы 1994 (пневматический пистолет, 10 м)
- Чемпион Европы 2005 (пневматический пистолет, 10 м, командные соревнования)
- Серебряный призёр чемпионата Европы 1985 среди юниоров (пневматический пистолет, 10 м, командное первенство)
- Серебряный призёр чемпионата Европы 1996 (произвольный пистолет, 50 м, командные соревнования)
- Бронзовый призёр чемпионата Европы 1998 (пневматический пистолет, 10 м, командные соревнования)
- Бронзовый призёр чемпионата Европы 2003 (пневматический пистолет, 10 м, индивидуальные и командные соревнования)